# Fosterbegravning
Fosterbegravning innebär begravning av ett avlidet ofött foster efter abort eller missfall. Denna form av begravning har blivit vanligare på senare år och är vanligare när det gäller foster som dött när graviditeten var så långt gången att fostret snarare kan betraktas som ett barn.